# 행주동
행주동(幸州洞)은 경기도 고양시 덕양구에 있는 행정동이다. 토당동이 있는 도시화된 마을과 행주내동, 행주외동과 같은 농촌마을로 나뉘어 있다. 인구는 동사무소가 있는 토당동 일대가 많지만, 면적은 행주내동, 외동이 훨씬 넓다. 토당동 일대의 행주동은 지도로가 지나는 주변에 상가가 밀집되어 있고, 이 뒤로 고층의 아파트로부터 저층의 빌라, 그리고 단독주택이 함께 공존해 있다. 행주동의 좌우로는 능곡동과 행신동이 자리해 있다이 토당동 일대의 주민들은1980년대 개발과 함께 이주한 주민 그리고, 1990년대 후반의 재개발 등으로 거주하게 되는 인구의 비율이 높은 편이다.

## 지명
행주동은 행주산성과 그 부근마을 그리고 토당동 일부를 관할하고 있는 행정동 이름이다. 이곳 행주동에는 행주내동, 행주외동, 토당동 일부분이 포함되어 있다. ‘행주’라는 이름은 고려조부터 사용하고 있는 오래된 지명으로 본래 행주(杏洲)라 표기 하였으나, 행주대첩 이후로 행주산성의 표기를 행주(幸州)로 하면서 일반적으로 이 이름을 사용하고 있다. 이곳을 행주라 부르는 것은 이곳이 살구나무가 많은 물가, 강변이기 때문에 붙여진 유래설과 함께 행주산성에서 대첩을 이룬 뒤 이곳에 왕이 다녀간 뒤 임금이 행차 한 곳이라는 의미로 행주라 쓴다는 유래설이 있다.

## 법정동
- 토당동(土堂洞)
- 행주내동(幸州內洞)
- 행주외동(幸州外洞)

## 아파트
| 단지명              | 건설사   | 시행사   | 주소                            | 입주        | 비고                       |
| ------------------- | -------- | -------- | ------------------------------- | ----------- | -------------------------- |
| 능곡 현대홈타운 1차 | 현대건설 | 현대건설 | 덕양구 능곡로 30-12 (토당동)    | 2002년 7월  | 2차는 토당동 (능곡동) 소재 |
| 능곡 대림 1차       | 고려개발 | 고려개발 | 덕양구 토당로32번길 11 (토당동) | 1996년 11월 | 2차는 토당동 (능곡동) 소재 |

## 교육
- 능곡중학교
- 능곡고등학교
- 행주초등학교
- 토당초등학교

## 볼거리
- 행주산성

## 방송 시설
- CBS 능곡 송신소

## 교통
행주동은 도시와 농촌이 어루어져 있는 도농 복합동이다. 다른 지역에서 고양시로 들어오는 관문에 해당되어 자유로, 방화대교, 행주대교를 이용하여 고양시로 들어오려면 반드시 거쳐야 하는 곳이다. 고속철 KTX의 차량기지가  이곳에 자리하고 있다.